# Cariniana domestica
Árvore da família Lecythidaceae, a Cariniana domestica ocorre na Amazônia e no Cerrado, no norte  e no centro do Brasil: no Acre, Maranhão, Pará, Rondônia Goiás, Minas Gerais e Mato Grosso. Também ocorre na Bolívia e Peru.
A espécie foi descrita por Martius em 1837 como Couratari domestica, e renomeada por Miers em 1874.